# Nardus
Nardus là một chi thực vật có hoa trong họ Hòa thảo (Poaceae).

## Loài
Chi Nardus gồm các loài: